# Hugo Scharnberg

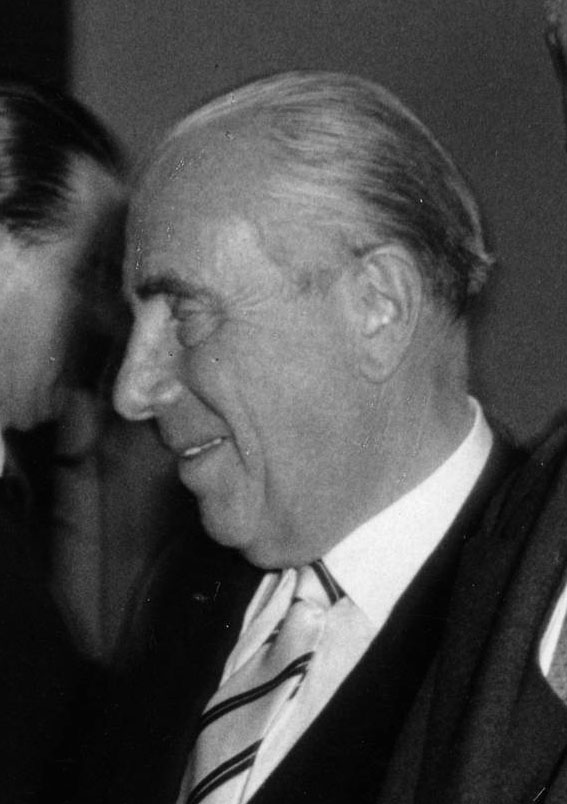
Scharnberg auf dem 7. CDU-Bundesparteitag 1957

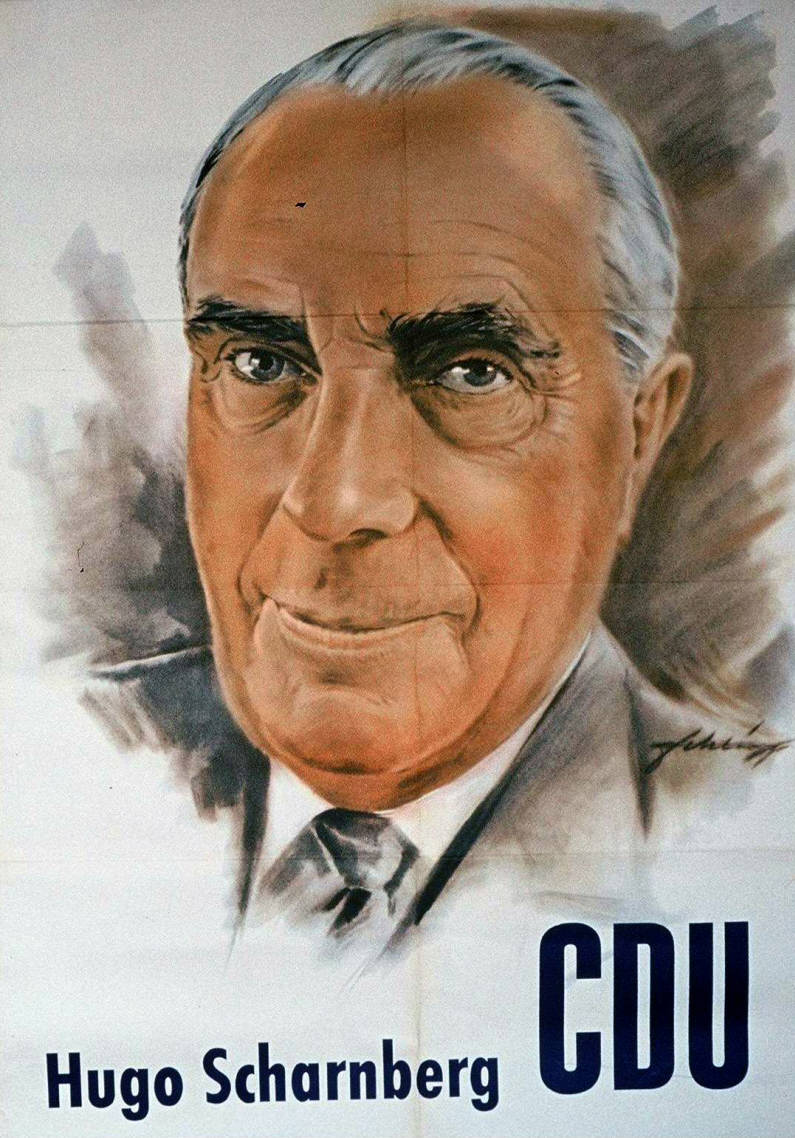
Scharnberg auf einem Wahlplakat zur Bundestagswahl 1957

Hugo Richard Franz Scharnberg (* 28. Juni 1893 in Hamburg; † 30. April 1979 in Lugano/Schweiz) war ein deutscher Bankier und Politiker (CDU).

## Leben
Nach dem Besuch des Realgymnasiums absolvierte Scharnberg eine kaufmännische Lehre in Hamburg und nahm von 1914 bis 1918 als Soldat am Ersten Weltkrieg teil. Anschließend arbeitete er in der Industrie Oberschlesiens. Er wechselte 1922 ins Bankwesen und war zunächst ab 1923 bei der Dresdner Bank in Berlin tätig. 1936 wurde er Direktor der Dresdner Bank in Hamburg. 1948 war er Mitglied der Geschäftsleitung der Hamburger Kreditbank und wurde 1952 Mitglied des Aufsichtsrates. Weiterhin gehörte er dem Zentralbeirat der Dresdner Bank an.

## Politik
Scharnberg war von 1946 bis 1949 Mitglied der Hamburgischen Bürgerschaft. Während der Zeit der ernannten Bürgerschaft stand er von Februar bis Sommer 1946 der Fraktion der Parteilosen vor. Er trat 1946 der CDU bei und wurde 1948 Landesvorsitzender der Partei in Hamburg.
Scharnberg war 1948 kurzzeitig Mitglied des Wirtschaftsrates der Bizone. Er gehörte dem Deutschen Bundestag seit dessen  erster Wahl 1949 bis 1961 an und vertrat in den ersten beiden Legislaturperioden den Wahlkreis Hamburg II als 1953 mit über 55 % der Erststimmen gewählter Abgeordneter im Parlament. 1957 zog er über die Landesliste Hamburg in den Bundestag ein.
1949 bis 1957 leitete Scharnberg den Bundestagsausschuss für Geld und Kredit. Vom 22. März bis zum 8. November 1950 war er stellvertretender Vorsitzender des Parlamentarischen Untersuchungsausschusses zur Überprüfung der Einfuhren in das Vereinigte Wirtschaftsgebiet und das Gebiet der Bundesrepublik Deutschland. Vom 26. März 1953 bis zum Ende der ersten Legislaturperiode war Scharnberg stellvertretender Vorsitzender des Wahlrechtsausschusses und vom 27. Juni 1955 bis zum Ende der zweiten Legislaturperiode dessen Vorsitzender.